# Saurauia leucocarpa
Saurauia leucocarpa är en tvåhjärtbladig växtart som beskrevs av Diederich Franz Leonhard von Schlechtendal. Saurauia leucocarpa ingår i släktet Saurauia och familjen Actinidiaceae. Inga underarter finns listade i Catalogue of Life.